# AABB

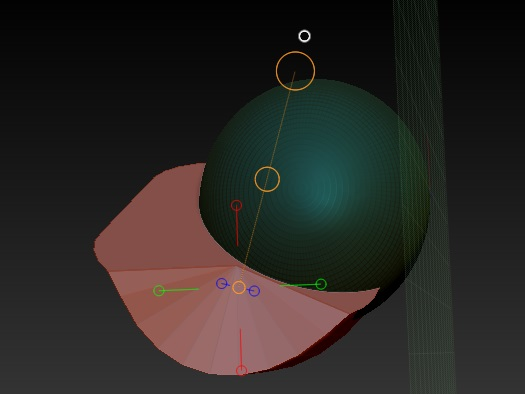
Гизмо нижнего сабтула

AABB (англ. axis-aligned bounding box — «параллельный осям ограничивающий параллелепипед») — это параллелепипед со сторонами, параллельными осям координат, ограничивающий некоторый геометрический объект в пространстве. При вращении объекта параллелепипед сохраняет свою ориентацию, однако может менять свои размеры. Активно используется в программировании (например в физических движках различных игр) для обнаружения столкновений или пересечений различных объектов между собой.
Чаще за размеры параллелепипеда берётся модуль максимальной разности проекций на выбранную ось между двумя точками. Однако вместо параллелепипеда может использоваться куб со стороной, равной максимальному размеру объекта. При таком приёме объект никогда не выйдет за пределы куба, однако может потеряться точность.
Изображение специального инструмента, отображающего параметры AABB в компьютерных приложениях 3D-моделирования называют гизмо.